# Lagrange (Landes)
Lagrange település Franciaországban, Landes megyében. Lakosainak száma 190 fő (2022. január 1.). Lagrange Cazaubon, Betbezer-d’Armagnac, Créon-d’Armagnac, Labastide-d’Armagnac, Mauvezin-d’Armagnac, Saint-Julien-d’Armagnac és Gabarret községekkel határos.

## Népesség
A település népességének változása:
| Lakosok száma | 257  | 198  | 171  | 203  | 203  | 202  | 192  | 189  | 191  | 190  |
|               | 1968 | 1982 | 1990 | 2006 | 2013 | 2015 | 2017 | 2019 | 2020 | 2022 |